# Scogli Sestacauzzi
Gli scogli Sestacauzzi, isolotti Sestacauzza o scogli Sestacouzi (in croato hridi Šestakovci) sono tre scogli e un isolotto disabitati della Croazia, situati lungo la costa orientale dell'isola di Pago.
Amministrativamente appartengono alla città di Pago, nella regione zaratina.

## Geografia
Gli scogli Sestacauzzi si trovano nel canale della Morlacca, a nordovest di punta Bianca (Bela punta), lungo la costa orientale dell'isola di Pago. Nei punti più ravvicinati, distano da Pago circa 400 m e dalla terraferma circa 3,5 km. I quattro formano una piccola catena della lunghezza di 740 m orientata in direzione nordovest-sudest e raggiungono un'elevazione massima di 17,7 m s.l.m. sull'isolotto maggiore.

### Le isole
- L'isolotto maggiore (Šestakovac 1[11][12] o Šestakovci 1[5]) è l'elemento più a nordovest del gruppo. Di forma rettangolare, leggermente schiacciato al centro, misura 145 m[13] di lunghezza e 85 m[14] di larghezza massima. Ha una superficie di 0,01124 km²[5][11][12] e uno sviluppo costiero di 450 m[5][11]. Nella parte nordoccidentale, raggiunge un'elevazione massima di 17,7 m s.l.m.[7] (44°27′02.2″N 14°06′03.5″E)
- Šestakovac 2[12] o Šestakovci 2[5] è il secondo per grandezza nel gruppo. È uno scoglio dalla forma irregolre, simile ad una scarpa, e si trova 215 m[15] a sudest di Šestakovac 1. Misura 130 m[16] di lunghezza dal "tacco" alla "punta" e 85 m[17] di larghezza massima; ha una superficie di 7355 m²[5][12] e raggiunge un'elevazione massima di circa 10 m s.l.m.[12] (44°26′54.5″N 14°06′15″E)
- Šestakovac 3[12] o Šestakovci 3[5] è il terzo scoglio per grandezza del gruppo. Si trova 20 m[18] ad est di Šestakovac 2 e ha una forma quasi semicircolare. Misura 75 m[19] di lunghezza e 45 m[20] di larghezza massima; ha una superficie di 2711 m²[5][12] e raggiunge un'elevazione massima di circa 6 m s.l.m.[12] (44°26′53″N 14°06′21.5″E)
- Šestakovac 4[12] o Šestakovci 4[5] è lo scoglio più piccolo del gruppo e il più orientale. Si trova 65 m[21] ad est-sudest di Šestakovac 3 e ha una forma ovale. Misura 85 m[22] di lunghezza e 35 m[23] di larghezza massima; ha una superficie di 2262 m²[5][12] e raggiunge un'elevazione massima di circa 3 m s.l.m.[12] (44°26′51″N 14°06′27″E)

### Isole adiacenti
- Uno scoglio senza nome si trova 300 m a sud di Šestakovac 4 e a 70 m dalla costa di Pago, poco a ovest dell'insenatura di Slana uvala. Ha una forma circolare con un'area di 1600 m²[5][12] e un'altezza di circa 4 m s.l.m.[12] (44°26′40″N 14°06′28″E)

### Cartografia
- (HR) Mappa topografica della Croazia 1:25000, su preglednik.arkod.hr.
- Carta di cabottaggio del mare Adriatico, foglio V, Milano, Istituto geografico militare, 1822-1824. URL consultato il 19 luglio 2017 (archiviato dall'url originale il 23 agosto 2021).
- G. Giani, Carta prospettiva delle Comuni censuarie della Dalmazia, foglio 2, 1839. Fondo Miscellanea cartografica catastale, Archivio di Stato di Trieste.